# Departament de Tarapacá
Tarapacá va ser un departament del Perú, que va existir entre 1878 i 1883 quan passà sota domini de Xile en virtut del tractat d'Ancón. El departament era al sud del Perú, al costat de l'oceà Pacífic. Limitava al nord amb el Departament del Litoral; al sud i est amb Bolívia; a l'oest amb l'oceà Pacífic. El Departament de Tarapacá es va dividir en dues províncies :
- Tarapaca, amb capital a Tarapacá dividit amb els districtes Tarapacá, Mamiña, Chiapa, Sibaya i Camiña
- Iquique, amb capital a Iquique dividit amb els districtes de Pisagua, Iquique, Patillos, Pica.

## Precedents
El curaca de la regió costanera del regne de Chucuito a l'inici de la conquesta espanyola va ser Felipe Lucaya a Tarapacá.
Cap a 1533 el primer espanyol que va recórrer la costa sud del Tahuantinsuyo va ser l'andalús Pedro Calvo de Barrientos. El segon conqueridor va ser Pedro de Valdivia qui va organitzar campaments a Arequipa, Tacna i Tarapacá abans d'iniciar el seu viatge cap al sud del continent.
El 1600 les encomiendas de Lluta, Arica, Azapa, Tarapacá eren lliurades a Pedro Cordova Mesia, a qui després se li lliurarien les valls de Tácana i Sama.
El 1612 el Papa Pau V autoritza la creació del Bisbat d'Arequipa dins del qual hi havia set corregiments entre ells el corregiment de San Marcos de Arica integrat per les cúries de Tacna, Tarata, Sama, Ilabaya, Locumba, Putina i Tarapacá. Cap a 1777 el corregiment d'Arica estava integrat per Ilo, Tacna, Arica, Iquique, Pica, Ilabaya, Tarata i Codpa.
En el segon govern d'Agustín Gamarra ocorre la Guerra entre Perú i Bolívia. Gamarra buscava annexar l'antic Alt Perú al Perú, però és derrotat en la batalla d'Ingavi el 1841 pel General José Ballivián Segurola.
Les tropes del General Ballivián ocupen Puno, Moquegua, Tacna i Tarapacá i la zona sud del Perú queda al comandament del coronel bolivià Rodríguez Magariños. A Sama el coronel de Tacna José María Lavayén organitza una tropa que aconsegueix derrotar-lo. A Locumba el coronel Manuel Mendiburú també organitza forces entre les que hi havia Justo Arias y Aragüez el 1842.
El 17 d'agost de 1878 es crea el Departament de Tarapacá, sent Modesto Molina prefecte de Tarapacá i posteriorment Tresorer Fiscal d'Iquique.